# حاجز 300
حاجز 300 (بالعبريّة: מחסום 300) يُطلق عليه أيضًا حاجز قبة راحيل نسبةً إلى قبة راحيل القريبة أو حاجز غيلو 300 نسبةً لمستوطنة غيلو القريبة أيضًا، هو حاجز إسرائيلي عسكري تم تشييده عام 2005 في المدخل الشمالي لمدينة بيت لحم جنوب الضفة الغربيّة في فلسطين، ليفصلها عن مدينة القدس عبر جدار الفصل الذي أقامه الجيش الإسرائيلي بعد الانتفاضة الثانية، وليشكّل أحد المداخل القليلة لبيت لحم التي تتحكم بحركة الفلسطينيين فيها.
يُعتبر هذا الحاجز وفقًا لمنظمات حقوقيّة الأسوأ والأكثر اكتظاظًا من بين حوالي 100 حاجز إسرائيلي دائم في الضفة الغربيّة، حيث يَعبر منه أعداد كبيرة من فلسطينيي جنوب الضفة الغربيّة يوميًا للعمل في القدس وداخل إسرائيل، أو لأمور أخرى كالتنقّل أو العبادة، يتكدّسون لساعات في طوابير طويلة، بينما يُسمح للحافلات السياحيّة الإسرائيليّة بالدخول عبره بسهولة.

## تاريخ
شهدت المنطقة هبّة شعبيّة فلسطينيّة بعد حصول مذبحة الحرم الإبراهيمي في الخليل جنوب الضفة الغربيّة في 25 شباط/ فبراير 1994، حيث قام مستوطن يهودي مُتطرّف بقتل العشرات المُصلّين الفلسطينيين داخل المسجد. أخذت السلطات الإسرائيليّة هذا الموضوع كذريعة لإنشاء حاجز يفصل الفلسطينيين عن مستوطناتها القريبة وخاصةً مستوطنة غيلو خشيةً من أي أعمال انتقاميّة، حيث قام نائب قائد اللواء بالمنطقة شلومو تزابان بعدّ 300 خطوة من قبة راحيل باتجاه الشمال ليتم تأسيس أول إنشاء خرساني يفصل جنوب الضفة الغربيّة عن منطقة القدس. إلاّ أن الحاجز شُيّد بشكل رسمي في عام 2005 بعد إنشاء جدار الفصل في الضفة الغربيّة. كما أن الجدار يفصل المنطقة الشماليّة من بيت لحم عن قبة راحيل التي ترتبط بطريق مع المستوطنات.
تشهد منطقة الحاجز مواجهات يوميّة في الفترة الأخيرة بين الشبّان الفلسطينيين والجيش الإسرائيلي، حيث يتعمّد الأخير إلحاق الضرر بالبيوت والمحلات والفنادق المجاورة للحاجز، وذلك باستخدام العيارات الناريّة وقنابل الغاز والمياه العادمة.

## وصلات خارجية
- الحواجز والطرق الممنوعة عن الفلسطينيين، منظمة بتسليم